# Альберт Гауссманн
Альберт Гауссманн (нім. Albert Haussmann; 10 жовтня 1892, Штутгарт, Німецька імперія — 16 жовтня 1918, Ла-Романь, Франція) — німецький льотчик-ас, віцефельдфебель Імперської армії.

## Біографія
Учасник Першої світової війни. З 1916 року літав у 26-й бомбардувальній ескадрильї у складі 3-ї винищувальної ескадри, де разом із спостерігачем гауптманом Лінке здобув свою першу перемогу. З початку 1917 року служив по черзі у 8-й штурмовій, з 13 квітня — в 23-й, з 25 червня — в 15-й винищувальній ескадрильї. Влітку 1918 року переведений в 13-ту винищувальну ескадрилью, де здобув 9 перемог, підвищивши їх загальне число до 15. 16 жовтня 1918 року під час штурмової наземної атаки біля села Ла-Романь його літак був збитий і спалахнув. Гауссманн вистрибнув з парашутом, але той не встиг розкритися і льотчик загинув.

## Нагороди
- Залізний хрест 2-го і 1-го класу